# 王希三
王希三（1924年5月8日—2017年1月12日），男，山东招远人，中国政治人物，曾任昆明市人大常委会主任。

## 生平
1939年参加革命工作，历任山东省招远县委组织部干事、华山区副区长、战勤副科长，华东支前司令部副大队长、民力科长、大竹专署人事股长，中共昆明市委组织部干部科科长、副部长，国营356厂党委书记，昆明市委工交部副部长、部长，昆明市财贸部部长，昆明市革委会副主任，昆明市人民政府副市长，中共昆明市委副书记，昆明市人大常委会主任等职务。2017年1月12日在昆明逝世。